# Gerd Deutschmann (Fußballspieler)
Gerd Deutschmann (* 30. November 1949) ist ein ehemaliger deutscher Fußballspieler, der als Mittelfeldspieler und Abwehrspieler agierte. Für die SpVgg Erkenschwick absolvierte er von 1974 bis 1976 insgesamt 42 Spiele (ein Tor) in der 2. Bundesliga Nord.

## Karriere
Gerd Deutschmann spielte in der Nachwuchsabteilung der SpVgg Erkenschwick und wurde zur Saison 1968/69 gemeinsam mit anderen jungen Eigengewächsen wie Peter Anders und Dieter Walter in der ersten Herrenmannschaft integriert. Der Verein erreichte in der damaligen Verbandsliga Westfalen den zweiten Tabellenplatz hinter der DJK Gütersloh und nahm dadurch an der deutschen Amateurmeisterschaft teil, wo man das Finale erreichte, dort jedoch dem SC Jülich 1:2 unterlag. Außerdem konnte die SpVgg. als Verbandsliga-Vizemeister 1969 doch noch der Aufstieg in die Regionalliga West feiern. Es fand ein zusätzliches Qualifikationsspiel gegen den SSV Hagen statt, welches die Spvgg. Erkenschwick vor 20.000 Zuschauern im Stadion Rote Erde in Dortmund mit 2:1 nach Verlängerung gewann.
In den folgenden Jahren spielte Deutschmann mit der Erkenschwicker Mannschaft um Hugo Lütkebohmert und Horst Koschmieder in der Regionalliga West, die beste Platzierung war hier ein sechster Platz in der Saison 1971/72. Nach der Umstrukturierung der DFB-Ligen qualifizierte er sich 1974 mit seinem Verein für die neu gegründete 2. Bundesliga. Für die SpVgg Erkenschwick gab er in der Saison 1974/75 sein Zweitligadebüt am 24. August 1974 (4. Spieltag) bei der 1:3-Niederlage gegen Bayer 05 Uerdingen. Insgesamt wurde er 23 mal eingesetzt und erzielte ein Tor. Am Saisonende belegte Erkenschwick den 16. Platz der Abschlusstabelle. In der folgenden Saison 1975/76 kam er auf weitere 19 Einsätze, musste mit der SpVgg Erkenschwick jedoch den Abstieg aus der zweiten Bundesliga in Kauf nehmen.
Erwähnt wird er in der Chronik der Stadt Oer-Erkenschwick.